# Vinicio Cerezo
Marco Vinicio Cerezo Arévalo (Ciudad de Guatemala; 26 de diciembre de 1942) es abogado y político guatemalteco que se desempeñó como el presidente de Guatemala entre el 14 de enero de 1986 hasta el 14 de enero de 1991. Fue elegido diputado al Congreso de la República en repetidas ocasiones; fue parlamentario centroamericano. Fue el creador, promotor y firmante de los acuerdos de paz en Centroamérica, Esquipulas I y II. Actualmente es presidente de la Fundación Esquipulas para la Integración Centroamericana. Es miembro del Centro Carter; también es miembro permanente del Foro de Biarritz (Francia) y conferenciante internacional.
Su elección como presidente marca el inicio para Guatemala de la era democrática moderna, después de fraudes electorales y dictaduras militares; luego de sobrevivir a varios atentados es electo en segunda vuelta en 1985 a los 42 años con 68% de los votos válidos. Entre sus diversos logros, cabe destacar que su legado más valioso fue implementar y sostener el sistema democrático, pese a varios intentos de golpes de estado, un país económicamente deprimido y sumido en una guerra interna; además del lanzamiento de los Acuerdos de Paz en Centroamérica, Esquipulas I y II que dieron a la región, en diferentes fechas, la firma de la Paz Firme y Duradera.

## Biografía
Hijo del magistrado de la Corte Suprema Marco Vinicio Cerezo Sierra y de Zoila Esperanza Arévalo Miranda, miembro de una familia de tradición liberal y democrática, terminó el bachillerato en el Colegio Salesiano Don Bosco y posteriormente realizó la carrera de Ciencias Jurídicas y Sociales en la Universidad de San Carlos de Guatemala (USAC), situada igualmente en la capital del país, por la que se licenció en 1968 con sendas habilitaciones para abogado y notario.
Posee un máster en Administración Pública para el Desarrollo y un Postgrado de Liderazgo Democrático de la Universidad de Loyola (1967). Además es doctor honoris causa por la Universidad Católica de Nicaragua (2007).

### Vida académica
Ingresa a la facultad de Ciencias Jurídicas y Sociales de la Universidad de San Carlos de Guatemala, en dicha facultad es electo como miembro de la Coordinadora Estudiantil durante las Jornadas de marzo y abril de 1962. Fue Presidente de la Asociación de Estudiantes "El Derecho" (AED) en 1966.
En el año de 1968 recibe el grado académico de Licenciado en Ciencias Jurídicas y Sociales, y los títulos de Abogado y Notario. A lo largo de los Estudios Universitarios obtuvo dos veces el reconocimiento como el mejor estudiante, diploma que se otorgaba a los estudiantes con mejores promedios de calificaciones de toda la carrera.

### Dirigencia estudiantil universitaria
En las actividades estudiantiles, se destacó por su liderazgo político y organizativo en las siguientes actividades:
- 1963, Promotor y cofundador de la “Unión Cultural Estudiantil”, organizadora de eventos culturales y promotora de la impresión de ensayos universitarios sobre temas de importancia nacional;
- 1964, Organizador del “Primer Encuentro Centroamericano de Estudiantes de Derecho”
- Electo Miembro del Comité de Huelga de Dolores: 1964 y 1965
- 1965, Electo Representante Estudiantil ante el Consejo Superior Universitario (CSU), de la Facultad de Ciencias Jurídicas y Sociales (Derecho), de la Universidad de San Carlos de Guatemala.
- Electo Presidente de la Asociación de Estudiantes "El Derecho" (AED) 1966-1967: en su período se logró el “Acuerdo de Cooperación Estudiantil para el Logro de la Excelencia Académica” entre los diversos grupos políticos de la Universidad.
- Electo Vicepresidente de la Asociación de Estudiantes Universitarios.

### Incursión en la política
Interesado en la política desde temprana edad, en la primavera de 1962 fue elegido miembro de la Coordinadora Estudiantil de la USAC, organización que jugó un papel crucial en la protesta nacional contra el Gobierno del general José Ramón Ydígoras Fuentes, del derechista Partido de la Redención Democrática Nacional (PRDN), llegado al poder en las confusas elecciones de 1958 con un programa democrático y cuya presidencia se consideraba fracasada por su incapacidad para poner fin a la crisis económica, la corrupción, la subversión de las izquierdas revolucionarias, las provocaciones de la extrema derecha y los ruidos de sables en los cuarteles. Ciertamente, en marzo de 1963 las Fuerzas Armadas, en la persona del ministro de Defensa, coronel Enrique Peralta Azurdia, se hicieron con el control directo del país a través de un golpe de Estado, uno más entre tantos, de los habidos y por haber.
En aquella época, Cerezo era un inquieto universitario con ideas progresistas y reformistas. Luego de presidir la Asociación de Estudiantes de la USAC, en 1968 ingresó en el partido con el ideario más afín al suyo, la Democracia Cristiana Guatemalteca (DCG).

### Atentado el 14 de febrero de 1981
Este día para mí es muy importante porque me recuerda que Dios ha tenido cuidado de mi vida y me ha protegido que tenía planes para mí en ese entonces y los sigue teniendo ahora. El día del atentado recuerdo haber pensado "¿Por qué no me han dado?" era una lluvia de balas, granadas y explosiones. Aún mi cuerpo guarda heridas que me lo recuerdan, pero esas cicatrices me han servido para no guardar odios, para siempre estar firme en el propósito de mi vida y en mi propósito de contribución a este país. Hago un homenaje a todos mis amigos que murieron como los admirados Manuel Colom Argueta, Oliverio Castañeda, Alberto Fuentes Mohr, Julio Hamilton Noriega, Roberto Mertins, muchos otros más, ofrendando su vida para que la democracia pudiera alcanzarse, para que las nuevas generaciones que nacen desde hace más de 20 años, pudieran nacer en un país con garantías y con más beneficios que en la época de la represión. Por supuesto que aún hay mucho que cambiar, muchas cosas que no nos gustan, pero el sistema está establecido, eso era lo más difícil, ahora toca perfeccionarlo. La historia debe conocerse para apreciar lo que se tiene, ver lo que debe cambiarse y para no desestimar la época democrática del país. Ese día, los que ayudaron a defenderme Elián Darío y Carlos Rodríguez fueron encarcelados por la policía, por ejercer el derecho a la defensa. Muchas gracias amigos, Elián ya no está con nosotros, pero mi cariño y agradecimiento siempre para él y Carlos. Dios me salvó no solamente en esta oportunidad, fueron varios atentados más los que sufrí.

#### Resistencia prolongada por la Democracia
De 1978 a 1982. En esta época se vive una de las etapas de mayor represión en la historia del país; el Gobierno en la búsqueda de reprimir el movimiento guerrillero en las áreas urbanas y en los movimientos populares, reprime indiscriminadamente; cientos de intelectuales, líderes comunitarios, profesores universitarios, dirigentes políticos son asesinados, entre ellos los dirigentes máximos de los grupos socialdemócratas que ya mencionamos como Manuel Colom Argueta, Alberto Fuentes Mohr y muchos más, decenas de dirigentes demócrata cristianos y, entre otros, Julio Hamilton Noriega, Roberto Mertins, Ricardo Galindo, Vinicio Aguilar, Florencio Xitay.
Vinicio Cerezo se salvó de morir, víctima de varios atentados, uno de los más cruentos ocurrido el 14 de febrero de 1981.

#### Denuncia en Washington contra el Gobierno y los organismos de Seguridad
A raíz de la ola de asesinatos Vinicio Cerezo se ve obligado a denunciar internacionalmente al régimen del General Lucas, esta denuncia se hace en el National Press Building de Washington D. C., Estados Unidos de América (febrero de 1982) y a pesar de las amenazas, regresa a Guatemala, regresó obligado para la implementación del paso necesario para sustentar la tesis de la “Resistencia Prolongada por la Democracia”. Entre 1980 y 1982 sufre cuatro atentados en contra de su vida, lo que lo obliga a enviar a su familia fuera del país y a vivir en 17 casas diferentes para evitar que los mataran como a los otros dirigentes.
En 1982 se llevan a cabo de nuevo elecciones generales; el Gobierno autoritario de los Generales intenta un nuevo Fraude Electoral para poner en el Gobierno al General Guevara, pero el liderazgo adquirido por Vinicio Cerezo, basado en su tesis de la resistencia prolongada por la democracia dentro del país, la denuncia en contra del Gobierno a nivel internacional, el haber sobrevivido a los atentados en contra de su vida, el mantener la organización partidaria y la constitución de la Alianza Nacional provocaron un movimiento cívico político que no permitió que se consolidara el fraude y la crisis provocada por la guerra interna y el aislamiento internacional, crearon las condiciones para que dentro del Ejército se produjera un movimiento que condujo al golpe de Estado de marzo de 1982 y con ello el inicio de la apertura política.

#### Los Gobiernos Militares del Periodo de Apertura Política, previos al Proceso Democrático
Entre 1982 y 1985, hubo dos gobiernos militares, el del General Efraín Ríos Montt y el del General Mejía Víctores; el primero se inicia al día siguiente del golpe de Estado del 23 de marzo de 1982 y permaneció hasta el mes de agosto de 1983, habiendo sido sustituido por un nuevo golpe de Estado que llevó al poder al General Mejía Víctores, quien estuvo en el Gobierno hasta el 14 de enero de 1986, cuando le entregó el poder político y el Gobierno al Presidente Vinicio Cerezo electo popularmente en 1985.
Durante el primer Gobierno Militar se autorizó el funcionamiento de los Partidos Políticos, el cual había sido suspendido y se aprobó la nueva Ley Electoral y de Partidos Políticos; el segundo convocó a las elecciones para elegir a la Asamblea Nacional Constituyente, que elaboraría y prepararía la nueva Constitución de la República, la cual entraría en vigencia el 14 de enero de 1986.

#### Participación en la Elaboración de la Constitución de 1985
En 1984 Vinicio Cerezo organiza y coordina el equipo que elabora el Proyecto Constitucional a proponer a la Asamblea, el cual se denominó el Libro Azul y que sirvió de base para la actual Constitución. En las elecciones para la Asamblea Nacional Constituyente, el Partido Democracia Cristiana bajo el liderazgo de Vinicio Cerezo, obtiene la primera mayoría de votos y el mayor porcentaje de constituyentes, que consolida en una alianza con los partidos socialdemócratas.
En este período aunque se produce la apertura política, los dos Gobiernos militares mantienen la lucha armada con la Guerrilla, en enfrentamientos que causaron gravísimas consecuencias en las poblaciones del interior del país y graves problemas económicos en el país, disminuyendo la producción y provocando la caída del producto interno bruto, disminuyendo el abastecimiento del país y causando una grave crisis económica con todas sus manifestaciones: desempleo, desabastecimiento, pérdida de divisas por los gastos militares, escasez de combustibles, aislamiento internacional y en general todos los síntomas de la recesión Actualmente es presidente de la fundación de Esquipulas para la integración de Centroamérica, su exesposa fue candidata a vicepresidenta, quedó en segundo lugar en la primera y segunda vuelta esto fue en 1999 y 2011.

## Presidente de la República de Guatemala (1986-1991)

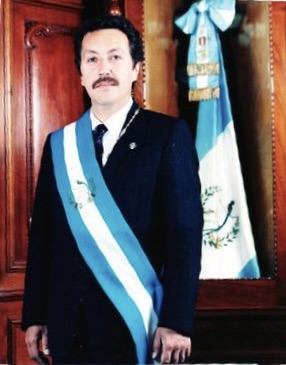
Fotografía oficial de Vinicio Cerezo como Presidente de Guatemala 1986-1991.

Cerezo Arévalo fue elegido Presidente Constitucional de la República de Guatemala en 1985 con el 68% de los votos válidos, tomando posesión del cargo el 14 de enero de 1986. Desde que se reinstauraron las elecciones democráticas en Guatemala en 1985, al comparar el total de votos obtenidos por cada uno de los presidentes electos desde entonces con el total de electores del padrón electoral, se advierte que, con una amplia diferencia, el mayor respaldo ha sido el que Vinicio Cerezo Arévalo obtuvo en las elecciones de 1985. lo que se correlaciona con el desencanto que la población guatemalteca ha tenido con el sistema político que se estableció entonces.
Cerezo Arévalo llegó al poder después de 30 años de gobiernos autoritarios, en un clima de guerra civil, desempleo, desabastecimiento, pérdida de divisas por los gastos militares, escasez de combustibles, aislamiento internacional y en general todos los síntomas de una profunda recesión económica.

Su gobierno sufrió varios intentos de golpe de Estado: en mayo de 1988 el primer intento de golpe de Estado contra el gobierno puso en alerta a la cúpula del Ejército y dio como resultado que expulsaran y marginaran a varios oficiales de la institución. Un año después, en 1989, se organizó otro intento por parte de tres grupos -los expulsados y marginados el año anterior y otros cuatro en activo.

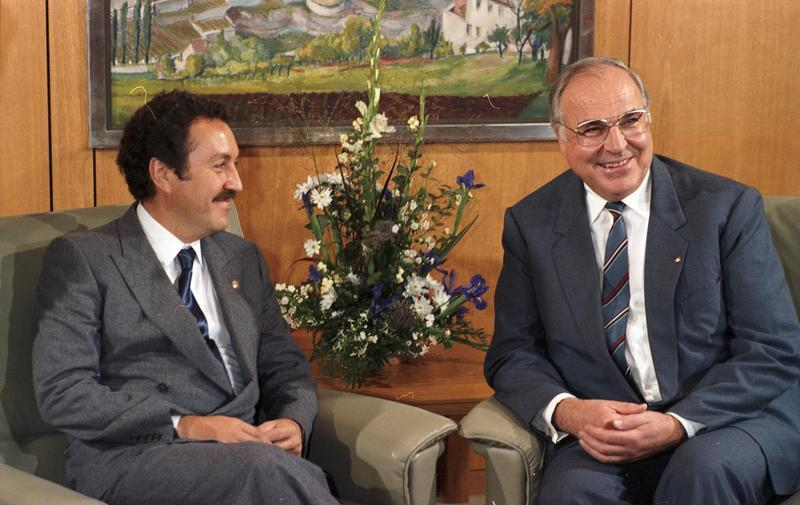
El presidente Cerezo con el canciller alemán Helmut Kohl en Bonn, 14 de octubre de 1986.

El trabajo del gobierno del Presidente Cerezo se concentró principalmente en el ámbito político, económico, social e internacional. Uno de los principales objetivos era la búsqueda de la paz firme y duradera para lo que convocó la primera reunión de mandatarios de Centroamérica, así como a una clara convicción para establecer el respeto a los derechos humanos que en gobiernos anteriores no se había hecho.

### Institucionalización de la Democracia en Guatemala

#### Reactivación Económica
El país estaba económicamente deprimido a consecuencia de la guerra interna, por lo que se implementaron diversas medidas para la reactivación y el involucramiento de diversos sectores a la actividad productiva. El nuevo gobierno se encontró ante un abanico de necesidades de carácter social y una de ellas fue combatir la pobreza, por lo que en 1987 éste diseñó, implementó y ejecutó el Programa del Sistema Multiplicador de Microempresarios (SIMME) con cobertura nacional. Su finalidad era dotar de capital a micro y pequeños empresarios que se encontraban con el problema de no tener acceso a crédito. El Estado de Guatemala inició a partir de 1987 un nuevo proceso de articulación con la sociedad civil organizada (SCO) a través de los microcréditos.
La reactivación se llevó a cabo principalmente con la reorganización de la economía, y los programas de Abastecimiento y Pleno Empleo, Reforma Tributaria, Política de Exportación y diversificación de la producción en productos no tradicionales, además del restablecimiento del Mercado Centroamericano. Esta política de reactivación demostró su éxito llevando el crecimiento del PIB de -2 a +4% de crecimiento. Asimismo, se puso a flotar la moneda, logrando una enorme estabilidad y favoreciendo los productos de exportación y una política de apoyo a la pequeña y a la mediana empresa.
El nuevo gobierno presentó un Plan de Reordenamiento Económico y Social de Corto Plazo -PRES-, que entró en vigor en junio de 1986 y estabilizó la tasa de cambio del dólar en relación con el quetzal, a razón de Q2.50 por un dólar, y logró el financiamiento requerido para iniciar los primeros tres de cinco años de gobierno.
La Bolsa de Valores Nacional y los bancos Multibanco, Financiera del País y Banco Reformador iniciaron operaciones como Sociedades Anónimas, y mediante la Ley Transitoria del Régimen Cambiario, se sustituyó el control de cambios iniciado en 1984. Se aprobó una nueva tasa de conversión de Q2.50 por US$1 (27-1986); sin embargo, al final del período hubo inflación del 60% anual y en diciembre de 1990 la tasa de cambio de nuevo se devaluó a 4.92 por un dólar originado por la masiva colocación de Bonos del Tesoro en el Banco de Guatemala.

#### Breve Compendio de Decretos-Ley Emitidos
Se emitieron las siguientes leyes:
- Delito Económico Especial (28-1986)
- Tratado de Integración de Centroamérica con la Comunidad Económica Europea (29-1986)
- Protección y Mejoramiento del Medio Ambiente (68-1986)
- Sindicalización y regulación de la huelga de los trabajadores del Estado (71-1986)
- Creación de la Comisión Guatemalteca de Normas (23-1987)
- Convenio de Cooperación Financiera Alemania-Guatemala (41-1987)
- Desarrollo Urbano y Rural (52-1987).
- Se declara ilegal y nulo el aumento de precios del alquiler de casas (57-1987)
- Abastecimiento y control de precios de los productos esenciales (58-1987)
- Ley de Universidades Privadas (82-1987)
- Tratado Constitutivo del Parlamento Centroamericano (91-1987)
- Lotería de Vivienda Popular (92-1987)
- Áreas Protegidas (4-1989)
- Fomento del Libro (58-1989)
- Incentivos a los Medios de Comunicación (73-1989)
- Bonificación a los empleados del sector privado (78-1989)
- Pequeña Minería (55-1990)
- Compensación Económica (57-1990)
- Creación de la Academia de Lenguas Mayas (65-1990)
- Fomento de la Aviación Comercial (80-1990)
- Nacionalidad para Inversionistas Extranjeras (2-1991).

#### Finanzas Públicas
La Asamblea Nacional Constituyente aprobó el Informe de Gastos del jefe de Estado anterior, Óscar Mejía Víctores, del uno de agosto de 1984 al 14 de enero de 1986 (Decreto ANC-3-1986). El Presidente logró la Ley del Impuesto Extraordinario a las Exportaciones Tradicionales, en forma temporal y con tasas decrecientes durante 36 meses (23-1986); se suprimieron los incentivos fiscales por dos años de los Certificados de Abono Tributario a las Exportaciones no Tradicionales (25-1986); se establece un impuesto extraordinario sobre ingresos en la telefonía de GUATEL (26-1986).
En septiembre de 1987 se planteó la Reforma Tributaria contenida en nueve proyectos de leyes que provocaron una huelga patronal, cuyo primer efecto fue la suspensión del pago de los impuestos sin que nadie lo hubiera promovido. Este paro nacional fue promovido y promocionado por los miembros del CACIF, quienes paralizaron el país por tres días.
Finalmente, se aprobaron: nueva Ley del Impuesto sobre la Renta (59-1987); modificaciones a la Ley del Impuesto al Valor Agregado (60-1987); papel sellado y timbres fiscales (61-1987); Impuesto Único sobre Inmuebles (62-1987); Reformas a la Ley de Fomento Avícola (63-1987); e Impuesto sobre Circulación de Vehículos (64-1987).
Se aprueba que las entidades supervisadas por la Contraloría General de Cuentas están obligadas a contribuir al gasto del funcionamiento de la misma (93-1987); se otorga subsidio al transporte público urbano (98-1987 y subsiguientes); Sobreseimiento de Juicios de Cuentas y Económico-Coactivos de las universidades del país (1-1988).
Se condonan intereses por cuestiones fiscales a los contribuyentes (33-1988); Ley de Fomento de la Actividad Exportadora y de las Maquilas (29-1989); se concede exoneración de multas tributarias (44-1989); Ley de Zonas Francas (65-1989); se otorga subsidio para estudiantes de establecimientos estatales que utilicen transporte público (8-1990); Ley contra la Defraudación y Contrabando Aduanero (58-1990); Ley de supresión de algunos privilegios fiscales (59-1990); se establece un Régimen de Excepción del Impuesto sobre la Renta (60-1990); se modifica la Ley del Impuesto sobre la Renta en lo que se refiere a las exportaciones (61-1990).

#### Créditos
El gobierno se vio favorecido con una serie de créditos internacionales. Se emitieron Bonos del Tesoro. El Banco de Guatemala fue autorizado para emitir Bonos de Estabilización Monetaria en dólares (20 y 42-1988).

#### Relaciones exteriores
- Política de Neutralidad Activa y Presidencia del Grupo de los 77: El gobierno de Guatemala anunció que ante la situación global mantendría su política de neutralidad activa;[7] esta política significaba una postura neutral ante conflictos ideológicos, retirarse de la guerra fría, ante el conflicto árabe-israelí o el caso de Cuba. Gracias a la política de neutralidad activa, por primera vez en la historia, Guatemala ocupó en 1987 la presidencia del Grupo de los 77.

#### Descentralización
En el gobierno de Marco Vinicio Cerezo Arévalo, se interpretó el término descentralización como un proceso mediante el cual el Estado se va desprendiendo paulatinamente de parte de su capacidad de decisión, otorgándola a instancias menores de su organización, ubicadas en diferentes lugares del territorio.
Durante este período se creó el Ministerio de Desarrollo Urbano y Rural, cuyo ministro fue a su vez administrador de una estructura piramidal de consejos de desarrollo. Entre los objetivos que perseguía estaba la descentralización de la administración pública del país, y la creación de polos de desarrollo basados en núcleos urbanos, para descongestionar la capital y multiplicar las actividades económicas del Estado, dividiendo la administración en cuatro niveles de consejos: Nacional, regional, departamental y municipal. También promulgaron la Ley Preliminar de Regionalización (1986), La Ley de Consejos de Desarrollo (1987) y el Código Municipal (1988). Así empezó la construcción del marco jurídico del desarrollo local.
La transferencia de recursos económicos a las municipalidades (entonces el 10% del Presupuesto de Ingresos del Estado) generó un mayor dinamismo, pues así los gobiernos locales contaron con recursos para invertir en sus localidades.

#### Creación de la Procuraduría de los Derechos Humanos
Luego de su toma de posesión, en enero de 1986, el presidente Cerezo anunció que sus prioridades serían terminar la violencia política y establecer el gobierno de la ley. Las reformas incluyeron nuevas leyes del habeas corpus y amparo (protección ordenada por tribunal), la creación de un comité legislativo de derechos humanos, y el establecimiento en 1987 de la Oficina del Procurador de Derechos Humanos. La Corte Suprema también emprendió una serie de reformas para luchar contra la corrupción y mejorar la eficacia de sistema legal.

#### Establecimiento de la Corte de Constitucionalidad
Hubo varios intentos de constituir la Corte de Constitucionalidad sin embargo no fue posible su instauración hasta la nueva constitución de 1985 y el Primer Gobierno Democrático de 1986. Conforme al artículo constitucional 269, ésta quedó instaurada hasta el 9 de junio de 1986.

#### Creación del Ministerio de Cultura, Ministerio de Desarrollo y Academia de Lenguas Mayas

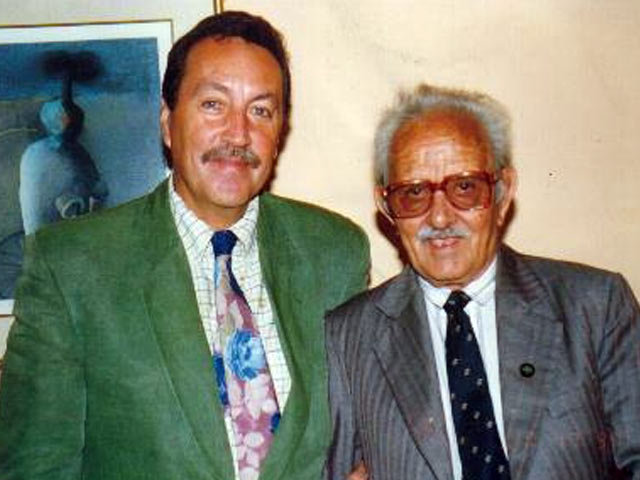
Vinicio Cerezo con José Ernesto Monzón, el cantor del paisaje, uno de los valores de Guatemala.

La Administración de 1986-1991 mostró un claro interés por la cultura que se vio reflejado en los hechos que se mencionan a continuación: 1986 Se inaugura el CENTRO DE VISITANTES Y MUSEO DE SITIO DE GUMARCAAJ, (Utatlán). Ubicado en el Parque Arqueológico de Utatlán ciudad del Reino Quiche. Contiene el aspecto histórico, arqueológico y etnológico de la cultura Quiche y a la vez muestra las artesanías populares de los pueblos del Quiche. 1986 Creación del Ministerio de Cultura y Deportes, con la transferencia de ocho dependencias del Ministerio de Educación, entre ellas el Instituto de Antropología e Historia y los museos oficiales. 1986 MUSEO INDUSTRIAL, de carácter privado fue fundado en 1986 adscrito a la Cervecería Centroamericana y clausurado en 1991, por la empresa. Siendo el contenido del museo la maquinaria utilizada al iniciarse la industria cervecera del país.
1987 Se inaugura la CASA KOJOM en Antigua Guatemala, con colecciones de instrumentos y grabaciones de música folklórica autóctona.
1988 Fue inaugurado el CENTRO DE VISITANTES Y MUSEO DE SITIO DE IXIMCHE, ubicado en el Parque Arqueológico de Iximche, Capital del Reino Cakchiquel, mostrando rasgos culturales de la antigua civilización Cakchiquel, en relación con su historia y arqueología.
1989 Se inaugura el CENTRO DE VISITANTES Y MUSEO DE SITIO DE LÍTICA, ubicado en el parque nacional Tikal, donde se exhiben 24 monumentos esculpidos con la secuencia cronológica relacionada con los gobernantes de Tikal desde el período Clásico Temprano hasta el Clásico Tardío.
1989 El MUSEO DE ARTE CONTEMPORÁNEO, surge inicialmente como Sala de Arte de Guatemala en el Centro Comercial Montserrat de la zona 7; posteriormente se organiza como museo con exposiciones de obras premiadas en el certamen de la Bienal de Paiz.
1989 Se crea el MUSEO METROPOLITANO DE CIENCIAS Y TECNOLOGÍA DE GUATEMALA. Adscrito al Departamento de Educación y Cultura de la Municipalidad Capitalina. Su contenido abarca las áreas de física, química, mecánica, electricidad, tecnología, ecología y mineralogía, así como el área de óptica espacial.

#### Ministerio de Desarrollo

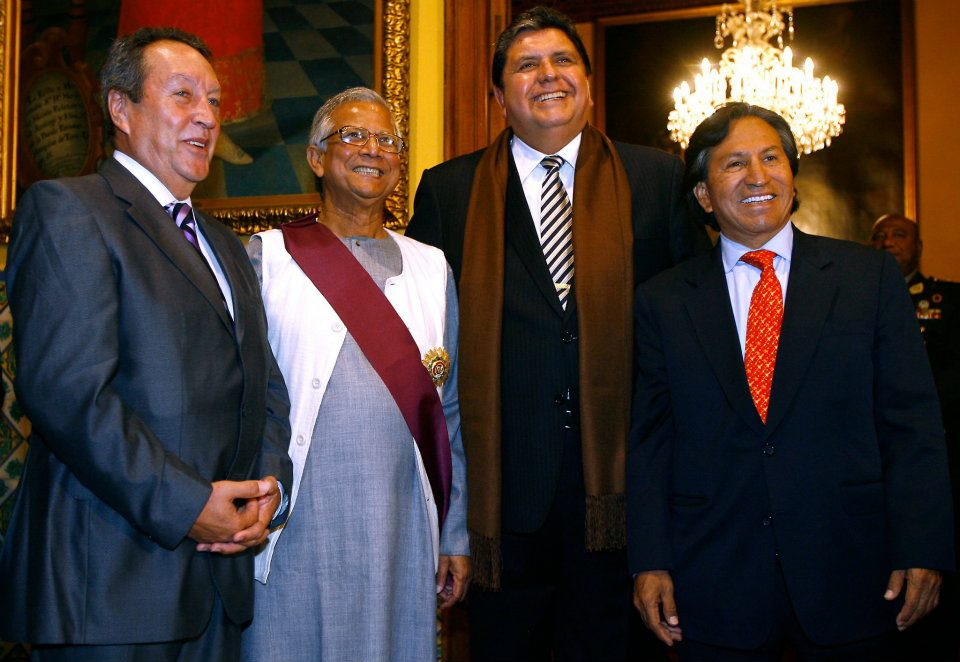
Los microcréditos son de vital importancia para propiciar el desarrollo económico y social con equidad, además es un elemento de integración social. En la foto, Vinicio Cerezo con el Dr. Yunus, el Banquero de los Pobres y los expresidentes del Perú, Alan García y Alejandro Toledo.

Durante este período se creó el Ministerio de Desarrollo Urbano y Rural, cuyo ministro fue a su vez administrador de una estructura piramidal de consejos de desarrollo. Entre los objetivos que perseguía estaba la descentralización de la administración pública del país, y la creación de polos de desarrollo basados en núcleos urbanos, para descongestionar la capital y multiplicar las actividades económicas del Estado, dividiendo la administración en cuatro niveles de consejos: Nacional, regional, departamental y municipal. También promulgaron la Ley Preliminar de Regionalización (1986), La Ley de Consejos de Desarrollo (1987) y el Código Municipal (1988). Así empezó la construcción del marco jurídico del desarrollo local.

#### Academia de Lenguas Mayas
El Gobierno reconocía a los pueblos indígenas. La Academia de Lenguas Mayas de Guatemala (ALMG) es una organización del estado de Guatemala que regula el uso, la escritura y la promoción de las lenguas mayenses que tienen representación poblacional en Guatemala, así como promover la cultura maya guatemalteca. Creada legalmente el 18 de octubre de 1990 por el Congreso de Guatemala por el Decreto N° 65-90.

#### Modernización del Sistema de Exportación
En Guatemala siempre ha existido un movimiento de exportaciones, sin embargo, fue en 1986 cuando se modernizó el sistema.
Fueron diversas las medidas que se adoptaron para apoyar la exportación, como parte del plan de reactivación económica, sin embargo, fue el Decreto Ley n.º 29-89“Ley de Fomento y Desarrollo de la Actividad Exportadora y de Maquila y La Ley de Zonas Francas (65-89) las que finalmente permitieron un aumento considerable en las exportaciones del país, sobre todo de productos no tradicionales, que pasó de ser de US$400 mil en 1986 a exportar más de US$400 millones para 1990.

#### Relanzamiento de las Relaciones Internacionales
Durante el Gobierno se restablecieron las relaciones diplomáticas con Rusia, Inglaterra, con algunos países árabes; se entablaron relaciones con Argelia, Suecia, Rumania y se abrió la comunicación con Cuba acercándoles a toda Centroamérica, además de formar parte del Grupo de los 77.

#### Telefonía Celular y Empresa Regional de Transporte
Guatemala fue el primer país de América Latina en contar con telefonía celular. En 1989, se dio por iniciado el mercado de telefonía móvil en Guatemala; con la concesión de la banda B en 800 mhz, Comunicaciones Celulares (COMCEL/Tigo) inició operaciones en la ciudad de Guatemala, extendiéndolas en los próximos años a varias ciudades importantes del país. En un principio el Estado obtenía una regalía del 10%, sin embargo esa situación cambió cuando los gobiernos posteriores vendieron la participación a la iniciativa privada.
En 1990 el gobierno apoyó el fortalecimiento de una aerolínea de El Salvador pensando en la creación de una empresa regional con beneficios para el Estado, ya que el transporte nacional se administraba con pérdidas y con aviones en malas condiciones, no era rentable para el Estado. El nombre "TACA" se origina como Transportes Aéreos de Centro América que fue modificado a Transportes Aéreos del Continente Americano. En ese entonces el Estado era uno de los accionistas con 30% de las acciones, sin embargo, gobiernos posteriores vendieron la participación a la iniciativa privada.

#### Conservación del Medio Ambiente
Aunque las prioridades eran otras para el Gobierno, se consideró también la protección del medio ambiente. Puesto que la protección y mejoramiento del medio ambiente y los recursos naturales y culturales es fundamental para el logro de un desarrollo social y económico del país, de manera sostenida, de tal cuenta se emitió el decreto No.68-86 “Ley de Protección y Mejoramiento del Ambiente” que estableció la creación de las áreas protegidas de Guatemala.

#### Creación de la Reserva de la Biósfera Maya
La Reserva de la biosfera maya es, con una superficie de 21.602,04 km², el espacio natural protegido más grande de Guatemala. La reserva ocupa la mitad septentrional del departamento de Petén y está bordeada por México (al norte y al oeste) y por Belice al este. Por ella discurre el río San Pedro. La decisión, visionaria para la época, le valió al mandatario un reconocimiento como miembro de por vida de la prestigiosa National Geographic Magazine.

#### Primera reunión con Presidentes Centroamericanos
Durante su discurso de toma de posesión el 14 de enero de 1986, el presidente Vinicio Cerezo convocó a sus homólogos centroamericanos para reunirse por primera vez, con el objetivo de encontrar en conjunto la Paz firme y Duradera para toda la región. La reunión tuvo lugar al día siguiente, el 15 de enero en Casa Presidencial, con Napoleón Duarte de El Salvador, José Azcona de Honduras; Daniel Ortega de Nicaragua y el vicepresidente de Costa Rica, pues el presidente Monge por razones de salud no pudo llegar.
La siguiente reunión tuvo lugar en la ciudad de Esquipulas, Guatemala, el 25 de mayo de 1986, la reunión fue en mayo, porque Cerezo decidió esperar a que Costa Rica eligiera presidente.

#### Acuerdos de Paz en Centroamérica, Esquipulas I y II
El Presidente Cerezo convocó a sus homólogos centroamericanos para buscar la Paz firme y Duradera. Escogió Esquipulas, por su simbología como capital centroamericana de la Fe y principalmente el claustro, porque nadie más que los presidentes podían estar en las conversaciones y se buscaba que no se filtrara información.
En Esquipulas entonces, se firmó Esquipulas I, la decisión política de los mandatarios de buscar la paz, a través de un procedimiento que tardaría un año en trabajarse con todos los equipos de trabajo de cada uno de los países, conocido internacionalmente como Esquipulas II.

#### Esquipulas II
"Los presidentes de las repúblicas de Guatemala, El Salvador, Honduras, Nicaragua y Costa Rica, reunidos en la Ciudad de Guatemala el 6 y 7 de agosto de 1987, alentados por la visionaria y permanente voluntad de Contadora y el Grupo de Apoyo en favor de la paz, robustecidos por el apoyo constante de todos los gobernantes y pueblos del mundo, de sus principales organizaciones internacionales y en especial de la Comunidad Económica Europea (CEE) y de su Santidad Juan Pablo II, inspirados en Esquipulas I y juntos en Guatemala, hemos acordado: asumir plenamente el reto histórico de forjar un destino de paz para Centroamérica; comprometernos a luchar por la paz y erradicar la guerra; hacer prevalecer el diálogo sobre los rencores; dedicar a las juventudes de América Central, cuyas legítimas inspiraciones de paz y justicia social, de libertad y reconciliación han sido frustradas durante muchas generaciones estos esfuerzos de paz; colocar al Parlamento Centroamericano como símbolo de libertad e independencia de la reconciliación a que aspiramos en Centroamérica.
Pedimos respeto y ayuda a la comunidad internacional para nuestros esfuerzos; tenemos caminos centroamericanos para la paz y el desarrollo pero necesitamos ayuda para hacerlos realidad. Pedimos un trato internacional que garantice el desarrollo para que la paz que buscamos sea duradera. Reiteramos con firmeza que paz y desarrollo son inseparables.
Agradecemos al presidente Vinicio Cerezo Arévalo y al noble pueblo de Guatemala haber sido la casa de esta reunión; la generosidad del mandatario y el pueblo guatemalteco resultaron decisivos para el clima en que se adoptaron los acuerdos de paz.

#### El Premio Nobel de la Paz
El Presidente Vinicio Cerezo reconoce el trabajo de su homólogo Óscar Arias, sin embargo, afirma que el premio le fue otorgado por el cabildeo exitoso de los equipos de Costa Rica y el apoyo de países con el suficiente peso político para incidir en las decisiones internacionales. Cerezo afirma que el premio debió otorgarse a los cinco presidentes firmantes.
El expresidente guatemalteco asegura que "nunca" existió un documento Arias para la paz, y que el Nobel se adjudicó algo que no le correspondía. "La iniciativa fue mía, de eso no hay ninguna duda. Cuando yo propuse la reunión de presidentes y el plan de paz –que todavía no estaba en una fórmula de acuerdos-, Arias no estaba todavía como presidente de la república". Pero el trabajo arduo fue de todos y cada uno de los presidentes de la época, no de uno en particular.
La historia oficial otorga al presidente costarricense la autoría del llamado Plan Arias, que culminó con la firma del acuerdo de Esquipulas. Sin embargo, tanto Ortega como Cerezo aseguran que la historia real fue muy distinta, y hablan de un Arias obstaculizando el proceso para dejar fuera a la Managua sandinista del acuerdo.

#### Contribución al Sistema de la Integración Centroamericana (SICA)

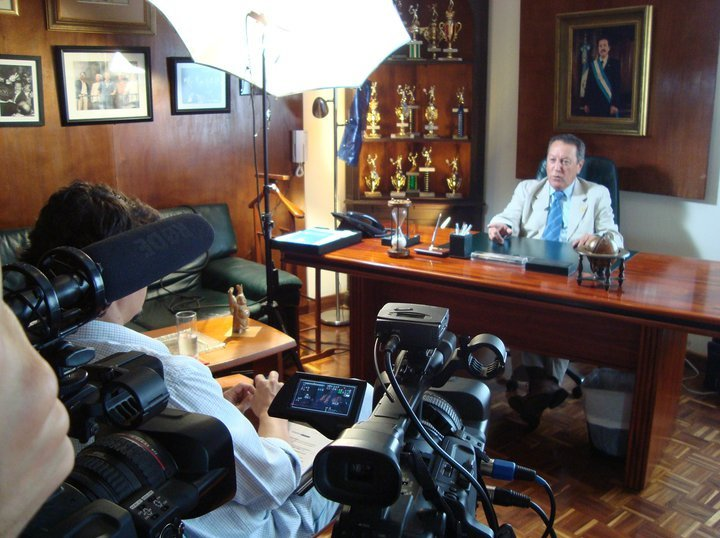
En la grabación del Documental del SICA para contribuir a contar la historia de la Integración Centroamericana con Vinicio Cerezo.

La clara visión integracionista del presidente lo llevó prácticamente a relanzar los esfuerzos de integración con la propuesta de los Acuerdos de Esquipulas, que además de encontrar la Paz Firme y Duradera en la región, coadyuvaron a la creación del Sistema de la Integración Centroamericana (SICA) años más tarde.
La propuesta de la creación del Parlamento Centroamericano nace de la lógica de la política de neutralidad activa y de los tensos momentos políticos que se vivían en el mundo para la época. Porque el Parlamento se convirtió entonces en el lugar donde los políticos, de diferentes tendencias ideológicas, podían discutir y conversar acerca de sus diferencias. En la concepción de Cerezo, la forma de aproximarse a la negociación regional era creando un organismo permanente de participación política de todos los gobiernos, el cual se constituiría en un foro de intercambio y relación que permitiera discutir problemas comunes.

### Diputado a la Asamblea Nacional
En 1974 Es electo Diputado al Congreso de la República a pesar del fraude electoral, que no puede ocultar la amplia mayoría de votos para estos listados, con otros 15 diputados del partido, iniciándose la etapa de “propuesta, denuncia y organización” del partido en el Congreso.
En el año 2000 se postula al Congreso de la República de Guatemala y queda electo, Es electo Presidente de la Comisión de Turismo, pero a su propuesta se aprueba la Comisión de Integración Centroamericana a través de la cual inicia el trabajo preparatorio para la propuesta de Esquipulas III, la cual se realiza por primera vez en un Seminario de Análisis organizado por la Real Universidad de Toledo, España, para determinar las razones del éxito del proceso de Paz Esquipulas I y II, Seminario que se lleva a Cabo en el año 2004 y encontrar elementos que den solución a la agenda social, la del desarrollo con equidad, que no se alcanzó con los Acuerdos de Paz.
Entre el año 2003 y el año 2004 con el apoyo del Congreso de la República de Guatemala, el Parlamento Centroamericano y las Comisiones de Integración de las Asambleas Legislativas de América Central, se continúa la discusión y aprobación a este nivel del proyecto Esquipulas III y se le da contenido y se establecen los objetivos del proyecto, el cual se presenta a los Presidente Centroamericanos a su consideración en forma individual y es hasta el año 2008, cuando se les presenta en Honduras en forma colectiva.

### Candidato a Alcalde de la ciudad de Guatemala
En 1978 Cerezo fue candidato a Alcalde, sin embargo se repite el fraude electoral y llega a la Presidencia de la República el General Romeo Lucas García; el resultado real de las elecciones nunca se supo, pero esta elección produce dos hechos importantes: a) la unidad con los grupos cristianos del país, organizados en cooperativas y movimientos populares no involucrados en la lucha armada; b) el fracaso de la alternativa que pretendía aliarse con el poder, pues con el General Lucas se inicia la represión indiscriminada que conduce al retiro del Gobierno al Vicepresidente Francisco Villagrán Kramer y a la creación de las condiciones para la unidad de la oposición democrática que se concreta en 1981, en la constitución de la Alianza Nacional, donde personalidades como Álvaro Arzú Irigoyen y Alejandro Maldonado Aguirre que representaban grupos conservadores se unen con el Partido Democracia Cristiana Guatemalteca contra los gobiernos autoritarios.

### Secretario General del Partido Democracia Cristiana Guatemalteca (DCG)
En 1976 es electo Secretario General del Partido y Presidente del Comité Ejecutivo, cargo que ejerce hasta 1985 cuando es electo Candidato a la Presidencia de la República, en la campaña electoral que lo lleva a la Presidencia.
Surgen tres posiciones en el país en los partidos y organizaciones políticas de oposición: 1)La que sostenía que la única salida era la lucha armada, para sacar a los gobiernos autoritarios; 2)La que sostenía que la vía correcta era el mantenimiento de un espacio político de participación, si se quería mantener abierta la posibilidad de un proceso democratizador, a menor costo (Resistencia Prolongada por la Democracia); 3)la más pragmática que sostenía que el camino era aliarse con los gobiernos autoritarios para sobrevivir y luego irlos convenciendo de la apertura.
En los Estados Unidos los grupos de derecha apoyaban la tercera alternativa del párrafo anterior, partiendo de la base de que solo el Ejército podría manejar la situación y evitar otro Gobierno revolucionario en América Latina; Los Liberales apoyaban la alternativa a) con el mismo argumento, que solo los grupos armados podrían derrotar al Ejército; igual sucedía en Europa en los países nórdicos, pero en España, Alemania, Francia e Italia se buscaba una alternativa diferente y lo mismo sucedía en América Latina, en donde se organiza el Grupo de Contadora, para apoyar un camino propio en Centro América.
Con el Liderazgo de los partidos Demócratas Cristianos y Social Demócratas, Líderes como Manuel Colom Argueta, Alberto Fuentes Mohr y Vinicio Cerezo y con el apoyo del Grupo Contadora, particularmente de Venezuela y México, se opta por la alternativa b); esto le cuesta la vida a los primeros dos dirigentes y a muchos más y Vinicio Cerezo, al salvarse de los atentados, levanta la bandera de “La resistencia prolongada por la democracia”, alternativa que a la larga tiene éxito.
Esta etapa tiene dos grandes vías: a)la acción Internacional para promover el convencimiento de “La vía democrática” como una posibilidad para terminar con los gobiernos autoritarios, abrir el espacio político y terminar con la guerra y b)preparar la organización partidaria para subsistir a la represión, pero manteniendo el espacio político interno, lo que imponía una política de alianzas dentro del país, con los grupos y partidos que no habían optado por la lucha armada, pero que ya no apoyaban a los gobiernos autoritarios; esta era una alianza que iba más allá de los planteamientos programáticos o ideológicos, era: “La Alianza Estratégica por la Democracia”, que se concreta en 1981.

### Secretario de Organización del Partido Democracia Cristiana Guatemalteca
Ingresa al Partido Democracia Cristiana Guatemalteca en el año de 1968, en donde contribuye a organizar y a fundar El Equipo Nacional de Propaganda (ENPRO); este equipo propone un proyecto que revoluciona la propaganda política de la época, a través de la movilización de voluntarios en lo que se llama “Operación Hormiga” y en “La contaminación del Color”, convirtiendo al Partido en uno de los 3 partidos más conocidos del país en las elecciones de 1970.
En 1970 es electo como Secretario de Organización del Partido y como tal, ingresa al Comité Ejecutivo del mismo; en esta posición a través de su proyecto “La Democracia Eficaz”, convierte la organización partidaria en una maquinaria de movilización operativa que lo hace el Partido más grande y mejor organizado del país, llegando a tener filiales organizadas en todos los Municipios, en un alto porcentaje de Aldeas y en todas las zonas de la ciudad Capital de Guatemala; esta organización y el nuevo sistema de propaganda, logran el triunfo electoral de las elecciones Presidenciales de 1974 con la candidatura del General Efraín Ríos Montt, que encabezaba el Frente Nacional de Oposición, organizado por el partido para unificar las fuerzas opositoras ante los gobiernos militares. El Partido no llega al Gobierno porque se realiza un fraude electoral histórico, que es el motivo que recrudece la guerra interna de Guatemala.

## Condecoraciones internacionales

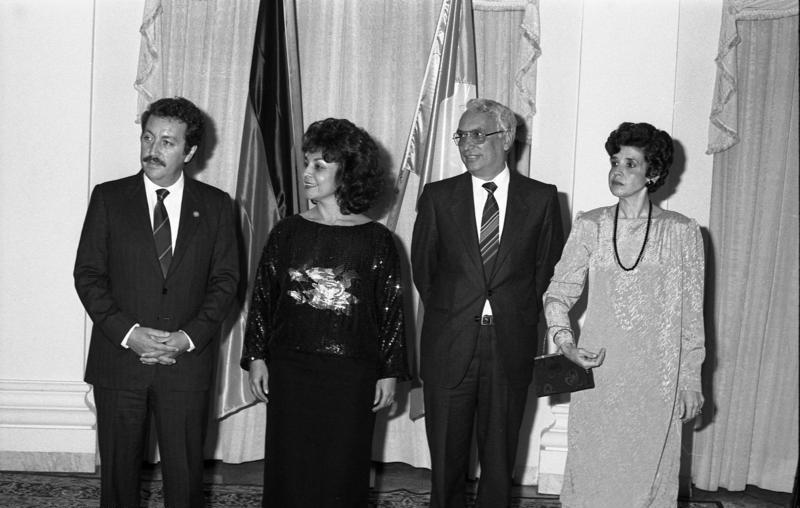
Raquel Blandón y Vinicio Cerezo en Alemania.

Escudo atribuido como caballero de la Orden de Isabel la Católica.

En Guatemala cuenta con múltiples y diversos reconocimientos de Alcaldías, instituciones, empresas, asociaciones.
Ha tenido la dicha de ser homenajeado y honrado con diversas condecoraciones y reconocimientos internacionales entre las que destacan:
Las más altas condecoraciones de los siguientes gobiernos:
- Guatemala;
- México: El Águila Azteca;
- Los Gobiernos Centroamericanos (a excepción de Panamá);
- Suramérica: Perú, Brasil, Argentina, Venezuela y Uruguay;
- Europa: 
  - España: Collar de la Orden de Isabel la Católica;
  - Italia, Francia y Alemania.

Es visitante distinguido y le han sido entregadas las llaves de las siguientes ciudades:
- Santo Domingo, República Dominicana;
- Panamá, República de Panamá;
- Taipéi, Taiwán;
- Nueva York y Nueva Orleans, Estados Unidos de América;
- Madrid, España;
- Manaus, República Federativa de Brasil;
- México, D.F., Estados Unidos Mexicanos.

De Instituciones Internacionales:
- La Condecoración Francisco Morazán del Parlamento Centroamericano;
- La del Parlamento Andino;
- La del Congreso de los Diputados de los Estados Unidos Mexicanos.
- La de la Asamblea Legislativa de Nicaragua
- La del Secretario General de las Naciones Unidas.
- La Revista National Geographic (National Geographic Magazine) lo nombró miembro vitalicio por la creación de la Biosfera Maya en Guatemala.
- La Cooperación Española le incluyó en la selección de los 25 años - 25 testimonios inaugurada el 25 de noviembre de 2014 en el Centro de Formación de la Cooperación Española en La Antigua Guatemala.

## Doctoradohonoris causa

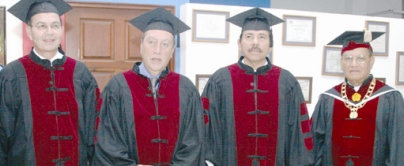
Vinicio Cerezo recibiendo en Nicaragua un doctorado honoris causa por la firma de los Acuerdos de Paz.

En el año 2007 se le otorga el doctorado honoris causa de la Universidad Católica de Nicaragua, promovido por el Cardenal Obando, por los trabajos realizados en beneficio de la paz, la democracia y el proceso de integración centroamericana.

## Obras, discursos, ensayos y artículos
El Presidente Vinicio Cerezo ha pronunciado infinidad de discursos en diversos países del mundo, contribuido con escritos para muchos compendios, por lo que a continuación únicamente se incluyen algunas obras.
- Contribución al Poemario: “Poemas de Amor, tierra y Patria”:
- Ensayo sobre la “Reforma Agraria de Jacobo Arbenz Guzmán, sus consecuencias Sociales y Políticas”;
- Tesis: “La Libertad Sindical En Guatemala, una aproximación histórica a la realidad”
- Ensayo sobre “el Desarrollo Municipal y el fortalecimiento de la Democracia”
- Ensayo sobre “la pequeña empresa, como punto de Partida para el desarrollo nacional”, Un Estudio de Casos en el departamento de Huehuetenango.
- La producción de Ganado Bovino, como una manera de garantizar la calidad alimenticia en el Altiplano; Investigación.
- Ensayo: “La necesidad de un Cambio Estructural en el sistema Político Guatemalteco”, aproximación a una propuesta de Gobierno; trabajo realizado en colaboración con el Licenciado Danilo Roca en la Universidad de Loyola.
- ”El Ejército una alternativa”: desarrolla una descripción del Ejército como una Institución instrumental del Sistema y lo plantea como una alternativa para fortalecer la democracia.
- La Organización Partidaria, una Democracia Eficaz; desarrolla la tesis que aunque la organización de los partidos políticos debe ser democrática, tomadas las decisiones debe convertirse en una maquinaria jerárquica y eficaz con altos niveles de disciplina;
- La Resistencia Prolongada para la Democracia: Una alternativa no violenta para terminar con la guerra: Describe la estrategia a seguir para abrir y conservar los espacios políticos, enfrentar el autoritarismo gubernamental y convertirse en una alternativa real para dirigir los destinos del país;
- La Estrategia de Alianzas Políticas para aislar a la Dictadura: describe como una estrategia de Alianzas políticas por sobre las ideologías, deja a los gobiernos autoritarios sin aliados y sin posibilidades de justificar en elecciones fraudulentas, la conservación del poder político.
- Vinicio, junto al escritor guatemalteco Mario Monteforte Toledo se publicó el Libro “VINICIO” que resume el pensamiento político del Presidente Cerezo. (1993)
- El retiro de Panamá del Parlamento Centroamericano (2009)
- El Desarrollo en América Central, position paper elaborado para la Secretaria General de FLACSO. (2011)
- Democracia, Impuestos y Desarrollo, ICEFI (2010)
- La Década de América Latina: “No desaprovechemos, como antes, nuestra actual fortuna. Foro de Santo Domingo, República Dominicana. (2011)
- Democracia y Desarrollo. Un Análisis de la Realidad Actual y una Mirada Necesaria al Futuro, para la Secretaría General Iberoamericana, FLACSO y AECID. (2011)
- El Turismo en un mundo globalizado.

## Participaciones internacionales

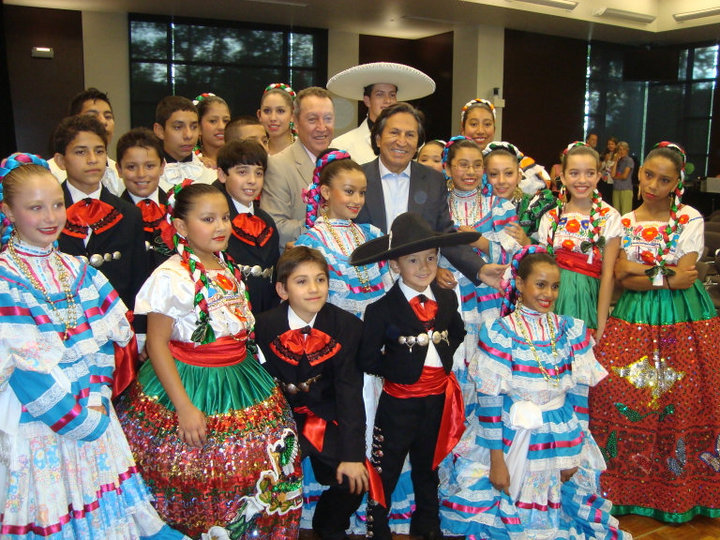
Vinicio Cerezo en Aspen Ideas Festival con el expresidente del Perú, Alejandro Toledo compartiendo con los talentosos niños que participaron de presentaciones artísticas en el festival.

El Presidente Vinicio Cerezo ha compartido su conocimiento y experiencia en grupos multidisciplinarios en muchos países, principalmente se destaca su participación en:
- Centro Carter (miembro)
- Foro de Biarritz-Francia (miembro)
- Foro de Santo Domingo
- Flacso
- Bienal de las Américas (Denver)
- Universidad de San Carlos de Guatemala
- Universidad Nacional de Costa Rica
- Universidad Rafael Landívar de Guatemala
- Universidad de Toledo España
- Diversos grupos en toda Centroamérica y República Dominicana.
- Aspen Ideas Festival
- Centro Global para la Democracia y el Desarrollo (miembro)
- Corporación Escenarios-Colombia
- Fundación Paz Global

## Agenda Social para la Democracia en América Latina

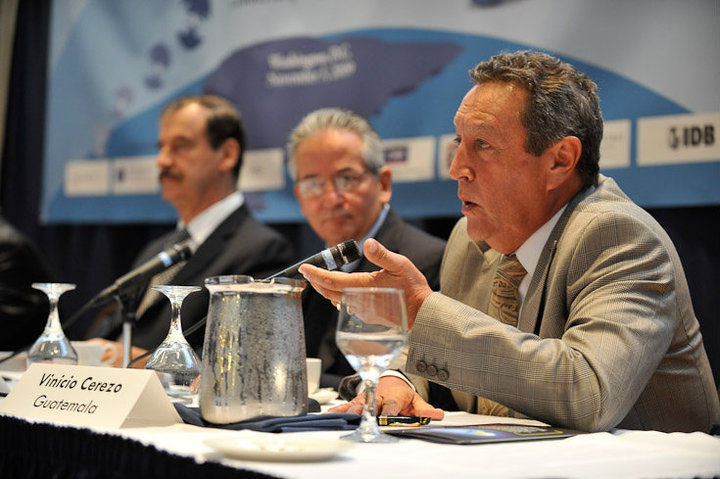
Vinicio Cerezo hace presentación de la Agenda Social para la Democracia en América Latina.

A través de la Fundación Esquipulas, el presidente Cerezo, junto a otro grupo de expresidentes, colabora desde 2008 con su homólogo el presidente Alejandro Toledo del Perú en la creación de la Agenda Social para la Democracia en América Latina, una serie de recomendaciones de Políticas Públicas para acabar con la pobreza.

## Fundación Esquipulas para la Integración Centroamericana
La Fundación Esquipulas para la Integración Centroamericana es una organización de la sociedad civil, de carácter privado, no lucrativa, no partidista, con fines de proyección social.
Está dedicada fundamentalmente a contribuir a la conservación de la paz, el fortalecimiento de la democracia y a impulsar el proceso de desarrollo económico y social con equidad en la región. Para su trabajo la Fundación ha elegido la integración como el camino para alcanzar todos sus propósitos a través de diversas actividades, entre ellas destaca el Foro Regional Esquipulas.
Cerezo y una junta la fundaron en 2008. Se eligió a Olinda Salguero Orellana como su directora.

## Esquipulas III
Luego de haber propuesto los Acuerdos de Esquipulas I y II que establecieron el procedimiento para que Centroamérica alcanzara, la Paz Firme y Duradera, además del establecimiento de la democracia, el presidente Cerezo impulsa Esquipulas III, para solventar la agenda social pendiente. Esquipulas III, es definido como el proyecto para el desarrollo económico y social con equidad en la región.

## Vida personal

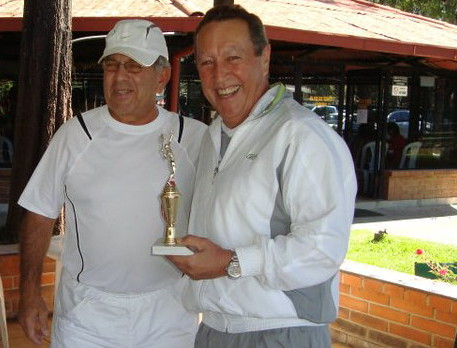
Vinicio Cerezo en su esfuerzo, concentración y dedicación le brindan satisfacción.

Ha definido su papel político como concertador de acuerdos nacionales y regionales, aprovechando su experiencia y relaciones con los actores políticos para seguir pensando en el futuro del país y la región, en apoyo a cada uno de los presidentes electos de los países y los grupos de la sociedad civil.
Vinicio Cerezo combina su agenda de trabajo con la vida familiar, la práctica de karate, tenis y en sus ratos libres trata de disfrutar del mar.